# NGC 7152
NGC 7152 је спирална галаксија у сазвежђу Јужна риба која се налази на NGC листи објеката дубоког неба.
Деклинација објекта је - 29° 17' 21" а ректасцензија 21h 53m 59,0s. Привидна величина (магнитуда) објекта NGC 7152 износи 13,6 а фотографска магнитуда 14,4. Налази се на удаљености од 76,180 милиона парсека од Сунца. NGC 7152 је још познат и под ознакама ESO 466-13, MCG -5-51-20, PGC 67601.